# Echte tenreks
Echte tenreks (Tenrecinae) zijn een onderfamilie van de Tenreks (Tenrecidae). De onderfamilie werd voor het eerst beschreven door Gray in 1821.
De soorten uit deze onderfamilie zijn allen endemisch in Madagaskar.

## Taxonomie
De onderfamilie telt vijf soorten binnen vier geslachten:
- Echinops
  - Kleine egeltenrek (Echinops telfairi)
- Hemicentetes
  - Zwartkoptenrek (Hemicentetes nigriceps)
  - Gestreepte tenrek (Hemicentetes semispinosus)
- Setifer
  - Grote egeltenrek (Setifer setosus)
- Tenrec
  - Gewone tenrek (Tenrec ecaudatus)